# Ioan Florariu
Ioan Florariu (Bucecea, 13 de enero de 1979) es un deportista rumano que compitió en remo. Ganó dos medallas en el Campeonato Mundial de Remo de 2001, oro en la prueba de ocho con timonel y bronce en dos con timonel.

## Palmarés internacional
| Campeonato Mundial | Campeonato Mundial | Campeonato Mundial | Campeonato Mundial |
| Año                | Lugar              | Medalla            | Prueba             |
| ------------------ | ------------------ | ------------------ | ------------------ |
| 2001               | Lucerna (Suiza)    | Medalla de oro     | Ocho con timonel   |
| 2001               | Lucerna (Suiza)    | Medalla de bronce  | Dos con timonel    |